# Quadragesimo Anno
Quadragesimo anno és una encíclica del Papa Pius XI, promulgada el 15 de maig de 1931, en ocasió dels 40 anys de l'encíclica Rerum Novarum, d'ací el seu nom en llatí, Quadragesimo anno ("En el quarantè any"). Tracta sobre la restauració de l'ordre social i el seu perfeccionament en conformitat amb la llei evangelitzadora i està dirigida als bisbes, preveres i fidels catòlics.
El text va ser redactat per dos sacerdots jesuïtes, el p. Oswald von Nell-Breuning i Albert Müller. També va ser consultat el p. Gustave Desbuquois.

## Contingut
Després de fer un resum de les intervencions anteriors de Lleó XIII en els temes més socials, fa un elogi de la Rerum novarum per la seva oportunitat (la penetració d'un nou sistema econòmic i el desenvolupament industrial havien produït una forta divisió de classes socials). Després resumeix la mateixa encíclica recordant la manera en què Lleó XIII es va fer càrrec del problema dels obrers sense passar pel liberalisme ni pel socialisme. El Papa Pius XI recorda també els fruits que va donar l'encíclica: el fet que els governants que van haver de reconstruir el món després de la Primera Guerra Mundial es regissin en certa manera pels principis enunciats per la Rerum Novarum, la millora de la situació dels obrers i les línies donades sobre les seves associacions.
A continuació el Papa Pius XI reprèn els ensenyaments del Papa Lleó XIII sobre la capacitat que l'Església té d'intervenir en els problemes econòmics i socials amb oportunes línies i indicacions per part del Magisteri.
Afronta el tema de la propietat privada recordant que Lleó XIII no va fer una defensa a ultrança de la propietat privada a costa de la comunitat o de la societat, sinó que va mostrar el seu doble caràcter posant l'accent en el problema que per aquell temps més es debatia davant les teories socialistes. Els que neguen el caràcter social i públic del dret a la propietat poden caure en l'individualisme; però els que disminueixen o rebutgen aquest caràcter cauen en el col·lectivisme. Per aquest motiu, com es diu en la Rerum Novarum el dret de propietat es distingeixi del seu exercici (cf. núm. 19).
Defensa el Papa Pius XI el salari encara que aconsella que els contractes dels treballadors es facin no tant com "contractes de treball" sinó com a "contractes de societat". Després recorda que en fixar el sou s'han de prendre en compte diversos factors i no només el valor del fruit produït pel treballador. Aquest ha de rebre el necessari per afrontar el sosteniment de la seva família i tal suport es veiés afectat per augments de preus de productes de necessitat o altres d'aquesta índole, aquests canvis haurien de donar-també de manera proporcional al sou. També ha de considerar-se la situació de l'empresa i del donador de treball.
L'encíclica ofereix una renovada condemna del comunisme en recordar els nombrosos crims que se li atribuïen a Europa de l'Est i Àsia. Així mateix, el Papa dona unes guies per als que volen fer apostolat entre els socialistes (que mitiguen tant la concepció de la lluita de classes com de la propietat privada): no es permet cap connivència amb l'error sinó buscar i mostrar clarament la veritat. En efecte indica:
| «                             | Consideris com a doctrina, com a fet històric o com a "acció" social, el socialisme, si segueix sent veritable socialisme, fins i tot després d'haver cedit a la veritat i a la justícia en els punts indicats, és incompatible amb els dogmes de l'Església catòlica, ja que concep la societat d'una manera summament oposada a la veritat cristiana. | » |
| — Quadragesimo anno, núm. 117 | |   |

Davant els diversos mals que l'ambició i l'avarícia, "tristes conseqüències del pecat original", porten a la societat i l'economia, el Papa Pius XI demana que siguin els valors, les virtuts i la doctrina cristianes les que imbueixin a fons aquestes realitats posant en el primer lloc a Déu i considerant la resta com a mitjans. Aquesta encíclica va sorgir com a resposta a la Gran Depressió de 1929 i proposa un nou ordre social i econòmic basat en la subsidiarietat. El Papa Pius XI dona una gran importància en la seva encíclica a la restauració del principi rector de l'economia, basat en la unitat del cos social. Aquesta unitat no pot basar-se en la lluita de classes, com l'ordre econòmic no s'ha de deixar a la lliure concurrència de forces, que cau fàcilment en l'oblit del seu propi caràcter social i moral.
El lliure mercat és beneficiós, però no pot governar el món únicament l'economia, com mostra la dura experiència dels obrers, ni tampoc convertir-se en una dictadura econòmica que es regeix per si mateixa.
La caritat i justícia social ha de ser l'ànima del nou ordre, defensada i tutelada per l'autoritat pública. També són necessaris després de les dues institucions internacionals i compri per a una bona organització de la societat.
Tot i defensar l'existència dels sindicats, es prohibeixen les vagues i es critica durament a les organitzacions socialistes. Com a alternativa es proposen les estructures de l'Acció Catòlica.
El text ataca, mitjançant una anàlisi lúcida, real i terrible, a l'acumulació de poder i recursos en mans d'uns pocs, que els manegen a la seva voluntat. Aquesta realitat produeix tres tipus de lluita: per l'hegemonia econòmica, per apoderar-se del poder públic i entre els diferents estats.
En referència al capitalisme, l'encíclica critica amb duresa la lliure concurrència del mercat, especialment amb la barreja i confusió entre l'estat i l'economia amb oblidant el bé comú i la justícia. Són funestos tant el "nacionalisme o imperialisme econòmic" com l'"internacionalisme" dels diners, que només té pàtria en si mateix.

### Propostes
Es proposa dur a la pràctica els principis de la recta raó i de la filosofia socialcristiana sobre el capital de treball i la seva mútua coordinació. Cal evitar tant l'individualisme com el col·lectivisme, sospesar amb equitat i rigor el caràcter individual i social del treball, regular les relacions econòmiques d'acord amb les lleis de justícia commutativa, amb ajudes de la caritat cristiana i sotmetre el lliure mercat a l'autoritat pública sempre que sigui aquesta última el garant de la justícia social dins d'un ordre sa per a tothom.
Totes les propostes de l'encíclica se centren en la volta a la doctrina evangèlica, de les que defensa la seva intemporal validesa. Algunes propostes més concretes són:
- Reforma ajustada de l'economia a la raó il·luminada per la caritat cristiana.
- Col·laboració harmoniosa de totes les activitats humanes en la societat.
- Reconstrucció del pla diví per a tots els homes.
- L'enriquiment és lícit sempre que no menyscabi els drets dels altres.
- "Llei de la temprança cristiana" contra les inclinacions desordenades, que són una ofensa als pobres, i que es basa en "buscar primer el Regne de Déu i la seva justícia"
- "Llei de la Caritat", molt més àmplia que la pura justícia.
- Igualtat radical de tots els homes en la mateixa família de fills de Déu, encarnat en el fill d'un fuster, per potenciar mutu amor entre rics i pobres.